# مدخل الخبرة اللغوية
مدخل الخبرة اللغوية (بالإنجليزية: Language Experience Approach) تم استخدام بعض مكوناته في عشرينيات القرن العشرين، وقد تم إقرار هذا المدخل الآن في التعليم الأولي للقراءة والكتابة وتم استخدامه على نطاق أوسع على مدار الثلاثين عامًا الماضية. في سياق التعليم المفتوح بشكل خاص، يستخدم المعلمون لغة الطلاب وخبراتهم السابقة لتحسين مهارات القراءة والكتابة والاستماع. وصف روتش فان ألين - الذي كان محاميًا مشهورًا في هيئة التعليم المحلية (بالإنجليزية: LEA) - هذا المدخل في ستينيات القرن العشرين؛ حيث أشار إلى أن تلك الاستراتيجية قد تخلق جسرًا طبيعيًا بين اللغة المنطوقة واللغة المكتوبة قائلاً؛ «ما يمكنني قوله، يمكنني كتابته وما يمكنني كتابته، يمكنني قراءته أي أنه يمكنني قراءة ما أكتب وما يكتبه الآخرون لي لأقرأه.» وهذه الاستراتيجية فعالة للغاية حيث أنها تؤكد على العلاقة بين التفكير واللغة الشفهية والقراءة. وتستخدم هيئة التعليم المحلية لغة الطلاب وخبراتهم السابقة مما يضمن الإلمام بالمحتوى والمرادفات اللغوية المستخدمة في أنشطة القراءة. وبمعنى آخر فإن هيئة التعليم المحلية تساعد في إنشاء جسر بين المتعلم والمطبوعات.

## أمثلة
يمكن تتبع بداية ظهور مدخل الخبرة اللغوية وصولاً إلى الأعمال الإبداعية لآشتون وارنر (1963) وباولو فريير (1972) مع الأطفال والبالغين المحرومين والفقراء. ويتم استخدامها الآن في العديد من الدول في سياق التعليم المفتوح. وقد تم تطوير مفاهيم أحدث (قارن للاطلاع على نظرة عامة: ألين 1976 ودور 2006) في الولايات المتحدة، وخاصةً عن طريق ريتشجلز (2001) وماكجي/ريتشجلز (2011)، وفي ألمانيا عن طريق بروكلمان (1986 حتى 2011)، حيث تعمل على تحفيز الهجاء المبتكر كوسيلة من وسائل التعبير عن الذات في الطباعة («الكتابة من أجل القراءة»). وهناك في بعض الأحيان اقتراح بأن يقدم المعلم بعض أنواع الخبرات المشتركة التي قد تلهم الطلاب للتعبير عن أفكارهم باستخدام أي خبرات سابقة قد تتصل بشكلٍ أو بآخر بالموضوع المحدد. والأمثلة لتلك الخبرات قد تضم رحلة إلى الشاطئ، أو زراعة بعض النباتات، أو أهمية التحضير لحفلة في الصف أو حتى زيارة إلى طبيب الأسنان أو الطبيب البشري. ويعد تحفيز الطلاب وإلهامهم من أهم وظائف المعلم وهي مهمة لا يجدر الاستخفاف بها. يمكن استخدام إستراتيجية الخبرة اللغوية لتعليم القراءة وفهم الإنجليزية لمتحدثي اللغات الأخرى (بالإنجليزية: ESOL) ، وكبار السن المتعثرين في القراءة والطلاب من ذوي الاحتياجات الخاصة. وقد تُستخدم هيئة التعليم المحلية مع مجموعة صغيرة من الطلاب أو حتى طلاب مستقلين. ومن المهم أثناء استخدام تلك الاستراتيجية أن يقوم المعلم بتسجيل مشاركات الطلاب بدون إجراء تصحيحات في القواعد؛ ومع ذلك، فإن الهجاء يجب أن يكون صحيحًا ولا يكتب بـلهجة الطالب.
في هذه الطريقة، يملي الطالب على المعلم فهمه لموضوع معين يختاره المعلم. ثم يسجل المعلم سرد الطالب بالضبط كما أملاه الطالب؛ وبعد تسجيل المعلم لمشاركة الطالب، يقوم المعلم بالقراءة الشفهية لما سجله في مجمله.

## كتابات أخرى مقترحة
- Allen, R. V.(1976). Language experiences in communication. Boston: Houghton-Mifflin.
- Tierney, R. J., Readence, J., & Dishner, E. (1995). Reading Strategies and practices. Boston: Allyn & Bacon.
- Parrish, B., Teaching Adult ESL; A Practical Introduction; 1st edition, 2004, McGraw Hill, [ISBN 9780072855135] (p. 132)

## وصلات خارجية
- http://www.literacy.uconn.edu/compre.html